# Черкасова Алла Костянтинівна
А́лла Костянти́нівна Черка́сова (нар. 5 травня 1989) — українська борчиня вільного стилю, бронзова призерка Олімпійських ігор 2020 року, чемпіонка світу та Європи, призерка чемпіонату світу і Європи, золота медалістка кубку світу. Майстер спорту України міжнародного класу.

## Біографія
В дитинстві пробувала свої сили у дзюдо, танцях, тенісі, ходила на театральний гурток, але ніде надовго не затримувалась. Її двоюрідна сестра займалась боротьбою і почала показувати їй прийоми, після чого Черкасова зрозуміла, що цей вид спорту їй до вподоби.
Випускниця Львівського державного університету фізичної культури.
Представляє Спортивне товариство «Динамо» (Львівська область) та «Освіта» (Хмельницька область).

### Родина
- Чоловік — Мельник Олексій Олексійович, український борець вільного стилю і тренер, син тренера збірної України з вільної боротьби Олексія Мельника, брат Ірини Мерлені[5].

## Спортивні результати на міжнародних змаганнях

### Виступи на Олімпіадах
| Змагання                    | Збірна  | Вагова категорія | Місце  |
| --------------------------- | ------- | ---------------- | ------ |
| Літні Олімпійські ігри 2016 | Україна | 75 кг            | 11     |
| Літні Олімпійські ігри 2020 | Україна | 68 кг            | Бронза |

### Виступи на Чемпіонатах світу
| Змагання                        | Збірна  | Вагова категорія          | Місце  |
| ------------------------------- | ------- | ------------------------- | ------ |
| Чемпіонат світу з боротьби 2008 | Україна | жіноча боротьба, до 59 кг | 10     |
| Чемпіонат світу з боротьби 2010 | Україна | жіноча боротьба, до 67 кг | Бронза |
| Чемпіонат світу з боротьби 2012 | Україна | жіноча боротьба, до 63 кг | 7      |
| Чемпіонат світу з боротьби 2018 | Україна | жіноча боротьба, до 68 кг | Золото |
| Чемпіонат світу з боротьби 2019 | Україна | жіноча боротьба, до 68 кг | 5      |

### Виступи на Чемпіонатах Європи
| Змагання                         | Збірна  | Вагова категорія          | Місце  |
| -------------------------------- | ------- | ------------------------- | ------ |
| Чемпіонат Європи з боротьби 2012 | Україна | жіноча боротьба, до 67 кг | Срібло |
| Чемпіонат Європи з боротьби 2016 | Україна | жіноча боротьба, до 75 кг | Бронза |
| Чемпіонат Європи з боротьби 2017 | Україна | жіноча боротьба, до 69 кг | Бронза |
| Чемпіонат Європи з боротьби 2019 | Україна | жіноча боротьба, до 68 кг | Золото |
| Чемпіонат Європи з боротьби 2020 | Україна | жіноча боротьба, до 68 кг | Бронза |

### Виступи на Європейських іграх
| Змагання              | Збірна  | Вагова категорія          | Місце  |
| --------------------- | ------- | ------------------------- | ------ |
| Європейські ігри 2019 | Україна | жіноча боротьба, до 68 кг | Бронза |

### Виступи на Кубках світу
| Змагання                    | Збірна  | Вагова категорія          | Місце  |
| --------------------------- | ------- | ------------------------- | ------ |
| Кубок світу з боротьби 2009 | Україна | жіноча боротьба, до 63 кг | Срібло |
| Кубок світу з боротьби 2010 | Україна | жіноча боротьба, до 67 кг | Золото |
| Кубок світу з боротьби 2015 | Україна | жіноча боротьба, до 69 кг | 6      |

### Виступи на інших змаганнях
| Змагання                                                       | Збірна  | Вагова категорія          | Місце  |
| -------------------------------------------------------------- | ------- | ------------------------- | ------ |
| Золотий Гран-прі з боротьби 2008                               | Україна | жіноча боротьба, до 59 кг | Срібло |
| Київський Міжнародний турнір з боротьби 2012                   | Україна | жіноча боротьба, до 63 кг | 8      |
| Відкритий чемпіонат Польщі з боротьби 2012                     | Україна | жіноча боротьба, до 63 кг | 7      |
| Вогні Москви 2014                                              | Україна | жіноча боротьба, до 69 кг | Бронза |
| Klippan Lady Open 2015                                         | Україна | жіноча боротьба, до 69 кг | Бронза |
| Відкритий чемпіонат Польщі з боротьби 2015                     | Україна | жіноча боротьба, до 75 кг | 7      |
| Кубок Алроси 2015                                              | Україна | жіноча боротьба, до 75 кг | Срібло |
| Турнір Дана Колова — Николи Петрова 2016                       | Україна | жіноча боротьба, до 69 кг | Срібло |
| Київський Міжнародний турнір з боротьби 2016                   | Україна | жіноча боротьба, до 75 кг | Золото |
| Олімпійський кваліфікаційний турнір з боротьби 2016 (Зренянин) | Україна | жіноча боротьба, до 75 кг | Срібло |
| Золотий Гран-прі з боротьби 2016                               | Україна | жіноча боротьба, до 75 кг | 10     |
| Київський Міжнародний турнір з боротьби 2017                   | Україна | жіноча боротьба, до 69 кг | Золото |
| Турнір Дана Колова — Николи Петрова 2017                       | Україна | жіноча боротьба, до 69 кг | Срібло |
| Турнір Олександра Медведя 2017                                 | Україна | жіноча боротьба, до 69 кг | Золото |
| Klippan Lady Open 2018                                         | Україна | жіноча боротьба, до 68 кг | Срібло |
| Київський Міжнародний турнір з боротьби 2018                   | Україна | жіноча боротьба, до 68 кг | Бронза |
| Відкритий чемпіонат Китаю з боротьби 2018                      | Україна | жіноча боротьба, до 68 кг | Золото |
| Відкритий чемпіонат Польщі з боротьби 2018                     | Україна | жіноча боротьба, до 68 кг | Золото |
| Турнір Дана Колова — Николи Петрова 2019                       | Україна | жіноча боротьба, до 68 кг | Бронза |
| Меморіал Маттео Пелліконе 2020                                 | Україна | жіноча боротьба, до 68 кг | 7      |
| Київський Міжнародний турнір з боротьби 2021                   | Україна | жіноча боротьба, до 68 кг | 5      |
| Відкритий чемпіонат Польщі з боротьби 2021                     | Україна | жіноча боротьба, до 68 кг | 8      |

### Виступи на змаганнях молодших вікових груп
| Змагання                                      | Збірна  | Вагова категорія          | Місце  |
| --------------------------------------------- | ------- | ------------------------- | ------ |
| Чемпіонат світу з боротьби серед юніорів 2008 | Україна | жіноча боротьба, до 59 кг | Бронза |

## Державні нагороди
- Орден княгині Ольги III ст. (16 серпня 2021) — За досягнення високих спортивних результатів на ХХХІІ літніх Олімпійських іграх в місті Токіо (Японія), виявлені самовідданість та волю до перемоги, утвердження міжнародного авторитету України.[6]
- Медаль «За працю і звитягу» (15 липня 2019) —За досягнення високих спортивних результатів ІІ Європейських іграх у м. Мінську (Республіка Білорусь), виявлені самовідданість та волю до перемоги, піднесення міжнародного авторитету України[7]